# Size Isn’t Everything
Size Isn’t Everything (рус. Размер — ещё не всё) — двадцатый студийный альбом британской группы Bee Gees, вышедший в сентябре 1993 года, американский релиз был перенесён на ноябрь. После неудач с тремя предыдущими альбомами братья Гибб решили отказаться от услуг лейбла Warner Music Group и заключили соглашение с компанией Polydor Records, с которой ранее уже имели положительный опыт издания пластинок.

## Об альбоме
Size Isn’t Everything записывался в достаточно сложное для группы время, Морис подвергся пагубному действию своего алкоголизма, в то время как у Барри родилась недоношенная больная дочь, и сам он страдал от боли в спине, ожидая сложную хирургическую операцию. Кроме того, 5 марта 1993 года скончался отец братьев, Хью, дата смерти которого странным образом совпала с днём рождения младшего брата Энди, погибшего весной 1988-го.
Первым делом в виде отдельного сингла была издана песня «Paying The Price Of Love», занявшая в британском чарте 23-е место. Сам же альбом в хит-параде Великобритании смог подняться лишь до 33-й позиции, а всего в сотне продержался в течение 16 недель. Второй сингл, «For Whom The Bell Tolls», оказался более успешным и попал в пятёрку лучших. Третий сингл, «How to Fall in Love, Part 1», вышел позже всех и не снискал популярности на территории Великобритании, сумев подняться только до 30-го места. Таким образом, Size Isn’t Everything со времён Spirits Having Flown стал первым диском Bee Gees, трём синглам с которого удалось попасть в тридцатку главного чарта Соединённого Королевства.
Реакция в США была менее заметной, в Billboard 200 альбом провёл всего лишь три недели и максимально занимал сравнительно низкое 153-е место. Сингл «Paying The Price Of Love» в ходе рождественских праздников смог подняться до 74-й позиции. Как ни странно, огромный успех ожидал издание в Аргентине, латиноамериканцам очень понравилась песня «For Whom the Bell Tolls», там она на протяжении некоторого времени удерживала лидерство хит-парада. Всего мировые продажи альбома составили около 700 тысяч экземпляров. По поводу композиции «Blue Island» Барри Гибб отмечал в интервью, что это «самая клёвая песня из всех ими написанных».

## Список композиций
1. «Paying the Price of Love» — 4:12
2. «Kiss of Life» — 4:14
3. «How to Fall in Love, Part 1» — 5:59
4. «Omega Man» — 3:59
5. «Haunted House» — 5:44
6. «Heart Like Mine» — 4:41
7. «Anything For You» — 4:36
8. «Blue Island» — 3:15
9. «Above and Beyond» — 4:27
10. «For Whom the Bell Tolls» — 5:06
11. «Fallen Angel» — 4:30
12. «Decadance» — 4:31